# Longitarsus stragulatoides
Longitarsus stragulatoides es una especie de insecto coleóptero de la familia Chrysomelidae. Fue descrita científicamente en 1990 por Gruev.